# Vettore (biotecnologie)
Nell'ambito della biologia molecolare ci si riferisce al termine vettore per indicare un sistema capace di trasportare sequenze di DNA di interesse all'interno di un organismo estraneo e permettere l'espressione dei geni o l'integrazione degli stessi nell'organismo target.
Normalmente di origine plasmidica (derivati cioè da plasmidi), possono in realtà riferirsi ad una classe ben più ampia di sistemi di trasferimento di sequenze di DNA: il termine vettore lo si usa infatti anche per definire il sistema di trasferimento in piante dicotiledoni sfruttando Agrobacterium Tumefacens, o in insetti attraverso Baculovirus.

## Caratteristiche
Spesso derivati da plasmidi, piccole molecole di DNA circolare a doppio filamento presenti naturalmente nei citosol batterici, i vettori contengono solitamente:
- un'origine di replicazione compatibile con l'organismo ospite, in modo da permettere al vettore di replicarsi attraverso il replisoma dell'organismo;
- uno o più marcatori di selezione, che permette di selezionare dall'esterno le cellule contenenti il vettore (ad esempio regioni che conferiscono resistenza ad antibiotici e permettono di selezionare le cellule);
- una regione detta multi-cloning site (MCS), presso cui è possibile inserire gli specifici segmenti di interesse attraverso l'utilizzo di enzimi di restrizione.

## Funzione
Attraverso tecniche di subclonaggio, un vettore può fungere da veicolo molecolare per segmenti di DNA che occorre esprimere (un fine comune è quello di amplificare il segmento) all'interno di una cellula ospite.
I vettori legati ai plasmidi permettono l'inserimento di segmenti di dimensioni ristrette (poche migliaia di paia di basi). Esistono diversi altri tipi di vettore non derivati da plasmidi, in grado di trasportare regioni di DNA molto più ampie.